# 探検奨学金
『探検奨学金』（たんけんしょうがくきん、原題 仏: Bourses de voyage ）は、1903年に刊行されたジュール・ヴェルヌの冒険小説。

## 概要
かつて船長で海賊に転向したハリー・マーケルは捕らえられ、イングランドへ移送される途中にジョン・カーペンターと仲間と脱出して他の者たちと共に大西洋を横断する。様々な試練が彼らと同乗者たちに降りかかるものの、それらの難局を切り抜ける。

## 登場人物
- ハリー・マーケル (Harry Markel) - 元船長で海賊になったが捕らえられる
- ジョン・カーペンター (John Carpenter) - ハリーの仲間